# Neue Georgische Universität
Die Neue Georgische Universität (georgisch ახალი საქართველოს უნივერსიტეტი) ist eine Forschungsuniversität in Poti (Georgien). Die Universität wurde 2015 unter der Schirmherrschaft der Apostolischen Autokephalen Orthodoxen Kirche Georgiens gegründet. Die Universität bietet Studiengänge in christlicher Philosophie und christlicher Psychologie an.

## Kurze Geschichte
Die Neue Georgische Universität wurde mit dem Segen des Katholikos-Patriarchen von ganz Georgien und mit den Bemühungen des Metropoliten von Poti und Khobi Grigoli (Berbichashvili) gegründet. Am 14. Dezember 2015 erhielt die Universität die staatliche Akkreditierung und erhielt den Status einer Universität, was ihr die Möglichkeit gibt, Hochschulprogramme und wissenschaftliche Forschungen durchzuführen. Die Neue Georgische Universität bietet MA- und PhD-Studiengänge in christlicher Philosophie und christlicher Psychologie an. Im Jahr 2021 erhielt die Universität die staatliche Akkreditierung für weitere 6 Jahre. Die Universität hat Partner in mehreren Ländern, u. a. in Deutschland, den Vereinigten Staaten, Großbritannien und Griechenland.

## Fakultät für Geistes- und Sozialwissenschaften
Die Fakultät für Geistes- und Sozialwissenschaften ist eine wichtige Bildungs- und Verwaltungseinheit der Neuen Georgischen Universität. Sie hat derzeit 28 Fakultätsmitglieder und bietet MA- und PhD-Studiengänge an.
Studiengänge:
- MA in Christlicher Philosophie / Abschluss: Master of Philosophy – 2 Jahre (4 Semester).
- MA in Christlicher Psychologie / Abschluss: Master of Psychology – 2 Jahre (4 Semester).
- PhD in Christlicher Philosophie / Abschluss: Doctor of Philosophy – 3 Jahre (6 Semester).

Non-Degree-Programm:
- Continuing Education Program in Christian Studies – 1 Jahr.

Honoris causa:
- Metropolit Kallistos Ware
- Metropolit Ioannis (John) Zizioulas
- The Very Rev. Dr. Chad Hatfield
- Christos Yannaras
- Richard Swinburne

## Archiv für kaukasische Philosophie und Theologie
Das Archiv für kaukasische Philosophie und Theologie koordiniert den wissenschaftlichen Forschungsprozess an der Universität. Direktor des Archivs ist Professor Dr. Tengiz Iremadze. Das Archiv zielt darauf ab, das gründliche Studium des reichen theoretischen Erbes der Kaukasusregion zu ermöglichen. Es fördert und verbreitet georgische philosophische und theologische Traditionen in der heutigen globalen Welt, entwickelt neue akademische und Forschungsinstrumente in der christlichen Philosophie und Theologie und fördert junge Forscher in den Bereichen Philosophie und Theologie. Seit 2015 hat das Archiv über 50 wichtige Bücher veröffentlicht. Die Forschungsschwerpunkte des Archivs sind: Christliche Philosophie, Christliche Theologie, Geschichte der georgischen Philosophie, Interkulturelle Philosophie, Politische Theologie, Philosophische Anthropologie, Neurophilosophie und Bioethik.

## Bibliothek
Die Bibliothek beherbergt Sammlungen theologischer und philosophischer Literatur in georgischer Sprache und vielen verschiedenen Fremdsprachen. Das sind vor allem kanonische Texte, klassische und moderne Texte der Philosophiegeschichte, Werke der Kirchenväter sowie der mittelalterlichen georgischen und ausländischen Denker, Texte der zeitgenössischen orthodoxen Theologen. Unter der Leitung des Archivs für kaukasische Philosophie und Theologie wird die Bibliothek regelmäßig mit privaten Buchsammlungen von bekannten Philosophen und Theologen aus der Kaukasusregion bereichert. Die digitale Abteilung der Bibliothek umfasst ca. 70 000 digitale Bücher.

## Akademische Projekte
Das Petritsi-Portal ist eine akademische Online-Plattform der Neuen Georgischen Universität. Der Name des Portals stammt vom Namen des großen mittelalterlichen georgischen Philosophen Ioane Petritsi. Das Portal bringt georgische und ausländische Forscherinnen und Forscher aus den Bereichen Philosophie, Theologie und Sozialwissenschaften zusammen. Das Portal veröffentlicht regelmäßig neue Übersetzungen, wissenschaftliche Arbeiten und Rezensionen in den Bereichen Philosophie, Theologie und Psychologie.
Die Enzyklopädie der georgischen Philosophie und Theologie ist ein akademisches Online-Projekt, das auf der Grundlage des Archivs für kaukasische Philosophie und Theologie entwickelt wurde. Die Enzyklopädie umfasst Artikel über bekannte georgische Philosophen und Theologen sowie Artikel über wichtige Schulen, Begriffe und Strömungen der georgischen Philosophie und Theologie. Die Autoren der Enzyklopädie sind anerkannte georgische und ausländische Fachgelehrte.